# Діброва Манзирська
Дібро́ва Манзи́рська — ландшафтний заказник місцевого значення. Розташований у Болградському районі Одеської області, поблизу села Лісне. 
Площа заказника 101 га. Розташований у межах урочища Манзирське у 4 кварталі Бородинського лісництва Саратського держлісгоспу (ДП «Саратське лісове господарство»). Створено в 1972 р. за рішенням облвиконкому від 18.05.72 р. № 234, перезатверджено рішенням облвиконкому від 02.10.84 № 493. Межі заказника регламентуються розпорядженням Тарутинської районної державної адміністрації від 28.11.2008 № 340/А-2008. Під назвою «Урочище Монастирське», площею 101 га, заказник існував ще до 1969 р. 
Заказник створено для охорони дубового насадження віком понад 100 років, яке є еталоном степового лісорозведення. Згідно з даними екологічного обстеження 2003 р. на картах державного лісовпорядкування поблизу села Лісове урочища Манзирське не існує. Очевидно, назва «Урочище Манзирське» помилково вжита щодо урочища Парк. Дуб звичайний не є головною породою в цьому урочищі.